# Syngamoptera amurensis
Syngamoptera amurensis är en tvåvingeart som beskrevs av Johann Andreas Schnabl 1902. Syngamoptera amurensis ingår i släktet Syngamoptera och familjen husflugor. Inga underarter finns listade i Catalogue of Life.